# Горгас, Уильям
Уильям Кроуфорд Горгас (Уильям К. Горгас; англ. William C. Gorgas; 3 октября 1854, Мобил, Алабама — 3 июля 1920, Лондон) — американский военный врач и 22-й главный хирург армии США. Был известен своим вкладом в борьбу против жёлтой лихорадки и малярии. Бюст Уиляьма Горгаса с 1950 года включён в Зал славы великих американцев Городского университета Нью-Йорка.

## Биография
Уильям Горгас родился в 1854 году в штате Алабама в семье будущего генерала Конфедерации Джозайи Горгаса. Ребёнком пережил Гражданскую войну. Окончил Университет Юга и Медицинский колледж при больнице Бельвью в Нью-Йорке, получил диплом врача и был зачислен в Медицинский корпус армии США в июне 1880 года.
Горгас служил в Техасе военным врачом, где чудом выжил, перенеся заболевание жёлтой лихорадкой. В 1898 году, после окончания испано-американской войны, Горгас был назначен главным санитарным врачом Гаваны, столицы Кубы, где работал над искоренением жёлтой лихорадки и малярии. В этот период, благодаря работе кубинского врача Карлоса Хуана Финлея и американского врача Уолтера Рида, была подтверждена теория о том, что жёлтая лихорадка переносится комарами (до этого считалось, что она передаётся напрямую от человека к человеку, а также через любые предметы, с которыми соприкасался больной). Для жёлтой лихорадки эта теория была окончательно доказана в 1900 году (для малярии, другими врачами, двумя годами ранее). 
Опираясь на эти данные, Горгас начал массово осушать пруды, болота и другие водоёмы. Параллельно, осознав, что заболевшие лихорадкой, для предотвращения распространения болезни, не должны подвергаться укусам комаров, Горгас размещал их на карантине, окружая москитными сетками. В результате мер, предпринятых Горгасом, заболеваемость желтой лихорадкой в Гаване в бытность его санитарным врачом сократилась с почти 800 случае в год до нуля. В дальнейшем Горгас с успехом применил те же методы сперва во Флориде, а затем в Панаме, при строительстве Панамского канала. Горгас осушал пруды и болота, широко внедрял противомоскитные сетки, строил водопроводы, чтобы рабочие имели доступ к чистой воде и не приближались к естественным водоёмам. Эти разумные меры помогли спасти жизни и здоровье тысяч рабочих, и оградить их от малярии и жёлтой лихорадки. 
В 1909—1910 годах Горгас занимал пост президента Американской медицинской ассоциации. В 1914—1918 (в годы Первой мировой войны) Горгас занимал пост главного хирурга армии США. В 1918 году он вышел в отставку.
Скончался Горгас в 1920 году в Лондоне. Его прах был доставлен на родину и торжественно захоронен на Арлингтонском национальном кладбище в штате Виргиния. Был сторонником джорджизма. 